# Бранденбург (провінція)
Провінція Бранденбург (нім. Provinz Brandenburg) — провінція Пруссії з 1815 до 1919, а згодом провінція Вільної держави Пруссія. Столицею провінції були Потсдам, Берлін та Шарлоттенбург. Територія провінції історично охоплювала землі, сконцентровані в Бранденбурзькому маркграфстві у центральній Пруссії, за винятком Альтмарка та Нижньої Лужиці.

## Географія
Провінція Бранденбург займала більшу частку Північнонімецької низовини, обмежена на заході річками Ельба та на сході Одер, де німецький регіон Ноймарк межував з Великим герцогством Познанським (з 1848 року — провінція Позен. На північному сході з провінцією межувала Померанія, за південному сході — Сілезія, на південному заході — Саксонія. Бранденбург також мав спільний кордон з Великими герцогствами Мекленбург-Шверінським та Мекленбург-Стреліцьким на північному заході, а також з Ангальтським герцогством на заході.

## Історія
Провінція Бранденбург була утворена разом з десятьма іншими прусськими провінціями в 1815 році і включала Бранденбурзьке маркграфство, Міттельмарк, Ноймарк й Альтмарк. Державний уряд провінції — обер-президія з обер-президентом на чолі — спочатку розташовувалася в Потсдамі, потім в 1827—1843 роках — у Берліні, в 1843—1918 роках — знову в Потсдамі, потім до 1945 року в берлінському районі Шарлоттенбург (до 1920 року — самостійне місто).
1 квітня 1881 року Берлін вийшов з провінційного союзу з Бранденбургом і отримав права провінції. У 1920 році деякі території провінції Бранденбург увійшли до складу нового Великого Берліна. Провінція Бранденбург поділялась на адміністративні округи Франкфурт і Потсдам, в яких у свою чергу виділялися міські і сільські повіти. Після ліквідації в 1938 році провінції Позен-Західна Пруссія до провінції Бранденбург були включені повіти Шверін-на-Варті, Мезеріц і частково Бомст, а Бранденбург відповідно передав провінції Померанія повіти Фрідеберг і Арнсвальде. З 21 березня 1939 року провінція носила офіційну назву «Марка Бранденбург».
Відповідно до рішень Потсдамської конференції 1945 року східна частина Бранденбурга по лінії Одер — Нейсе була передана Польщі і в даний час входить до її складу під назвою Любуське воєводство. Західна частина колишньої провінції Бранденбург в 1946 році утворила землю Бранденбург у складі Радянської зони окупації Німеччини, а з 1949 року — у складі Німецької Демократичної Республіки, і проіснувала до 1952 року, коли в результаті адміністративної реформи в НДР були утворені 15 округів.
Після возз'єднання Німеччини в 1990 році була знову утворена сучасна земля Бранденбург.